# Какво искат мъжете
„Какво искат мъжете“ (на английски: What Men Want) е американска романтична комедия от 2019 г. на режисьора Адам Шанкман и участват Тараджи Хенсън, Алдис Ходж, Джош Бренър, Ерика Баду, Ричард Раундтри и Трейси Морган. Филмът е римейк на „Какво искат жените“ (2000). Филмът е пуснат в САЩ на 8 февруари 2019 г. от „Парамаунт Пикчърс“.

## Актьорски състав
| Актьор                | Роля                |
| --------------------- | ------------------- |
| Тараджи Хенсън        | Алисън „Али“ Дейвис |
| Алдис Ходж            | Уил Томас           |
| Джош Бренър           | Брендън Уолис       |
| Ерика Баду            | Сестрата            |
| Ричард Раундтри       | Скип Дейвис         |
| Трейси Морган         | Джо „Дола“ Бари     |
| Шейн Пол Макгхай      | Джамал Бари         |
| Пийт Дейвидсън        | Дани                |
| Аустън Джон Мур       | Бен Томас           |
| Браян Боусърт         | Ник Айвърс          |
| Крис Уитаске          | Еди                 |
| Макс Грийнфийлд       | Кевин Мъртъл        |
| Джейсън Джоунс        | Итън Фаулър         |
| Тамала Джоунс         | Мари                |
| Уенди Маклендън-Коуви | Оливия              |